# Rio Gomur
O rio Gomur (em armênio: Գոմուրի գետ; romaniz.: Gomuri get) é um rio da Armênia da província de Cotaique. Nasce nas encostas das montanhas Fambaque, perto da aldeia de Melrazor. Se junta pela margem esquerda ao rio Marmarique, um dos tributários do rio Razdã. Tem 15 quilômetros de comprimento.